# Arkhip Kuindzhi
Arkhip Ivanovich Kuindzhi ( em russo:  Архи́п Ива́нович Куи́нджи [ɐrˈxʲip kʊˈindʐɨ] ; em grego:  Αρχίπ Κουίντζι  ;Mariupolsky Uzeyd, 27 de janeiro de 1841 -  São Petersburgo, 24 de julho de 1910) foi um pintor de paisagens russo de ascendência grega .

## Data de nascimento
A data exata de nascimento de Kuindzhi não é conhecida. Embora se acredite que ele nasceu em 1842, as últimas descobertas em arquivos sugerem que ele nasceu em 1841. O próprio Kuindzhi, quando solicitado pela Academia de Artes de São Petersburgo para esclarecer sua data de nascimento, "escreveu claramente 1841, depois, com dúvida, janeiro e, várias vezes, riscou o mês".
Os pesquisadores acreditam que ele nasceu em algum ldia entre janeiro e março de 1841. A data comumente reconhecida é 27 de janeiro, embora Kuindzhi celebrasse seu dia de nome em 19 de fevereiro no calendário juliano (4 de março gregoriano ), no festival de Arquipo .

## Biografia
Arkhip Kuindzhi nasceu em Mariupolsky Uyezd (uma das subdivisões da província de Yekaterinoslav do Império Russo), mas passou sua juventude na cidade de Taganrog . Seu nome cristão é uma tradução russa do grego, Ἄρχιππος, (Archipos, de ἄρχος (archos) "mestre" e ἱππος (hippos) " cavalo ": "mestre dos cavalos"; cf. Colossenses 4:17; ) e seu sobrenome veio do apelido vocacional de seu avô que significa ' ourives ' em tártaro da Crimeia ( em tártaro da Crimeia:  quyumcı   ). Ele cresceu em uma família pobre; seu pai era um sapateiro grego pôntico, Ivan Khristoforovich Kuindzhi (às vezes escrito Emendzhi). Arkhip tinha seis anos quando perdeu os pais, então foi forçado a ganhar a vida trabalhando em uma igreja, pastoreando animais domésticos e trabalhando na loja do comerciante de milho. Recebeu os rudimentos de educação de um amigo grego da família que era professor e depois foi para a escola local.
Em 1855, aos 13-14 anos, Kuindzhi visitou Feodosia para estudar arte com Ivan Aivazovsky, no entanto, ele estava envolvido apenas com a mistura de tintas e, em vez disso, estudou com Adolf Fessler, aluno de Aivazovsky. Um artigo enciclopédico de 1903 afirmava: "Embora Kuindzhi não possa ser chamado de aluno de Aivazovsky, este sem dúvida teve alguma influência sobre ele no primeiro período de sua atividade; de quem ele emprestou muito na maneira de pintar". O historiador de arte inglês John E. Bowlt escreveu que "o senso elementar de luz e forma associado aos pores do sol, tempestades e oceanos agitados de Aivazovsky influenciou permanentemente o jovem Kuindzhi".
Durante cinco anos, de 1860 a 1865, Arkhip Kuindzhi trabalhou como retocador no estúdio de fotografia de Simeon Isakovich em Taganrog . Ele tentou abrir seu próprio estúdio de fotografia, mas sem sucesso. Depois disso Kuindzhi deixou Taganrog para São Petersburgo .
Estudou pintura principalmente de forma independente e na Academia de Artes de São Petersburgo (a partir de 1868; membro titular desde 1893). Ele foi co-parceiro de exposições de arte itinerantes ( Peredvizhniki), um grupo de artistas realistas do Império Russo que, em protesto às restrições acadêmicas, formaram uma cooperativa de artistas que evoluiu para a Sociedade para Exposições de Arte Itinerantes ( Peredvizhniki ) em 1870.
Em 1872 o artista deixou a academia e trabalhou como freelancer. A pintura Na Ilha Valaam foi a primeira obra de arte que Pavel Tretyakov adquiriu para sua galeria de arte. Em 1873 Kuindzhi exibiu sua pintura A Neve que recebeu a medalha de bronze na Exposição Internacional de Arte em Londres em 1874. Em meados da década de 1870, criou uma série de pinturas nas quais o motivo da paisagem foi projetado para associações sociais concretas no espírito do Peredvizhniki ( Aldeia esquecida, 1874; caminho Chumatski, 1875; ambos – na Galeria Tretyakov ).
Em seu período maduro, Kuindzhy aspirava capturar o aspecto iluminativo mais expressivo da condição natural. Ele aplicou recepções compostas (horizonte alto, etc.), criando vistas panorâmicas. Usando efeitos de luz e cores intensas representadas em tons principais, ele retratou a ilusão de iluminação ( Entardecer na Ucrânia, 1876; O bosque de bétulas, 1879; Após a tempestade, 1879; todos os três estão na Galeria Tretyakov ; Noite de luar no Dnieper, 1880 no Museu Russo, São Petersburgo). Seus trabalhos posteriores são notáveis por seus efeitos decorativos de construção de cores.
Kuindzhi lecionou na Academia de Artes de São Petersburgo (professor desde 1892; professor-chefe da oficina de paisagem desde 1894; mas foi demitido em 1897 por apoiar os protestos dos estudantes). Entre seus alunos estavam artistas como Arkady Rylov, Nicholas Roerich, Konstantin Bogaevsky e outros. Kuindzhi iniciou a criação da Sociedade de Artistas (1909; mais tarde – a Sociedade recebeu o nome de A.I .Kuindzhi).

## Roubo de obras
Em janeiro de 2019, sua obra Ai-Petri. Crimeia foi roubada da Galeria Tretyakov de Moscou, mas foi encontrada e recuperada com segurança no dia seguinte. O homem que roubou a pintura foi condenado a três anos de prisão.

## Galeria

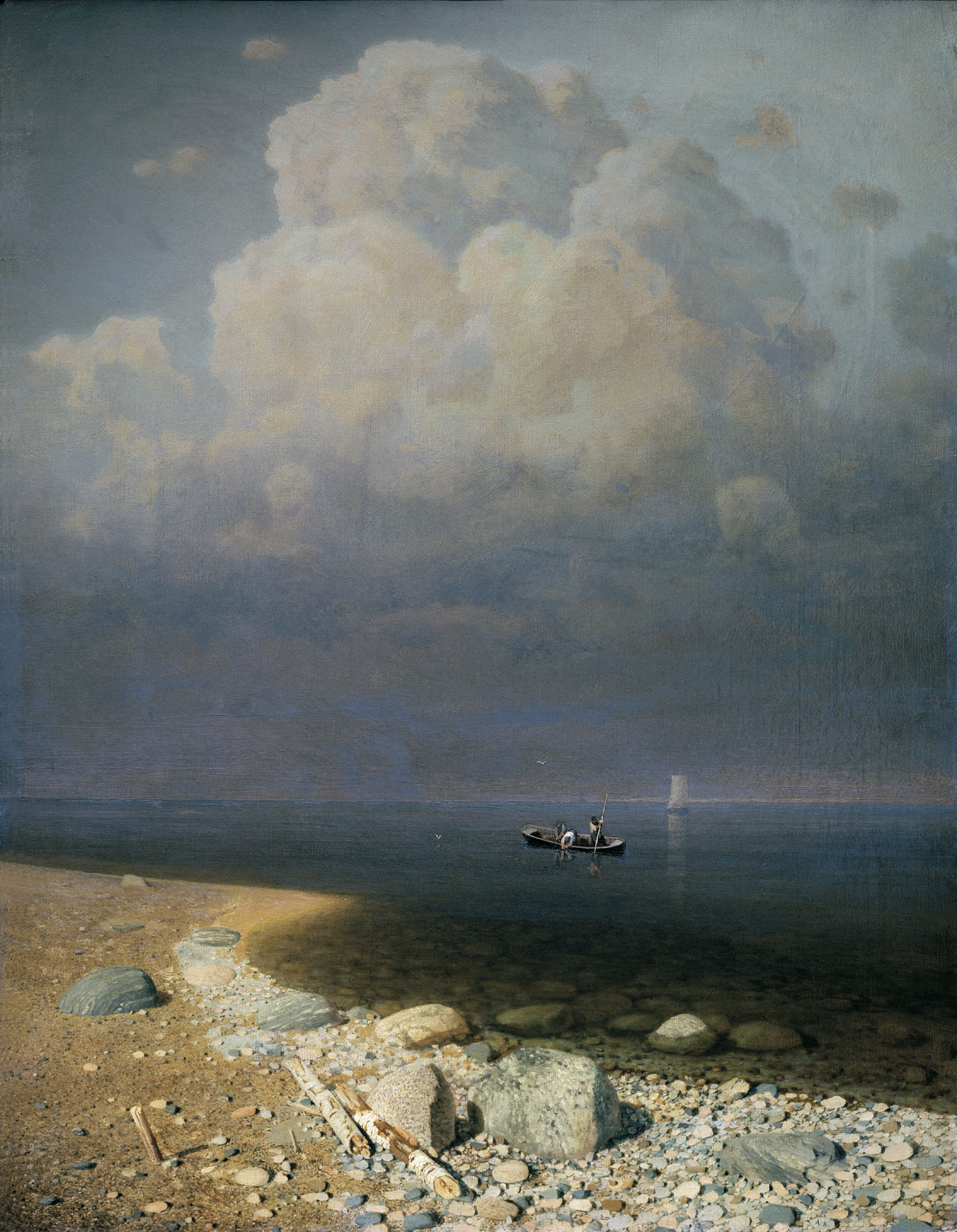
Lago Ladoga (1873)
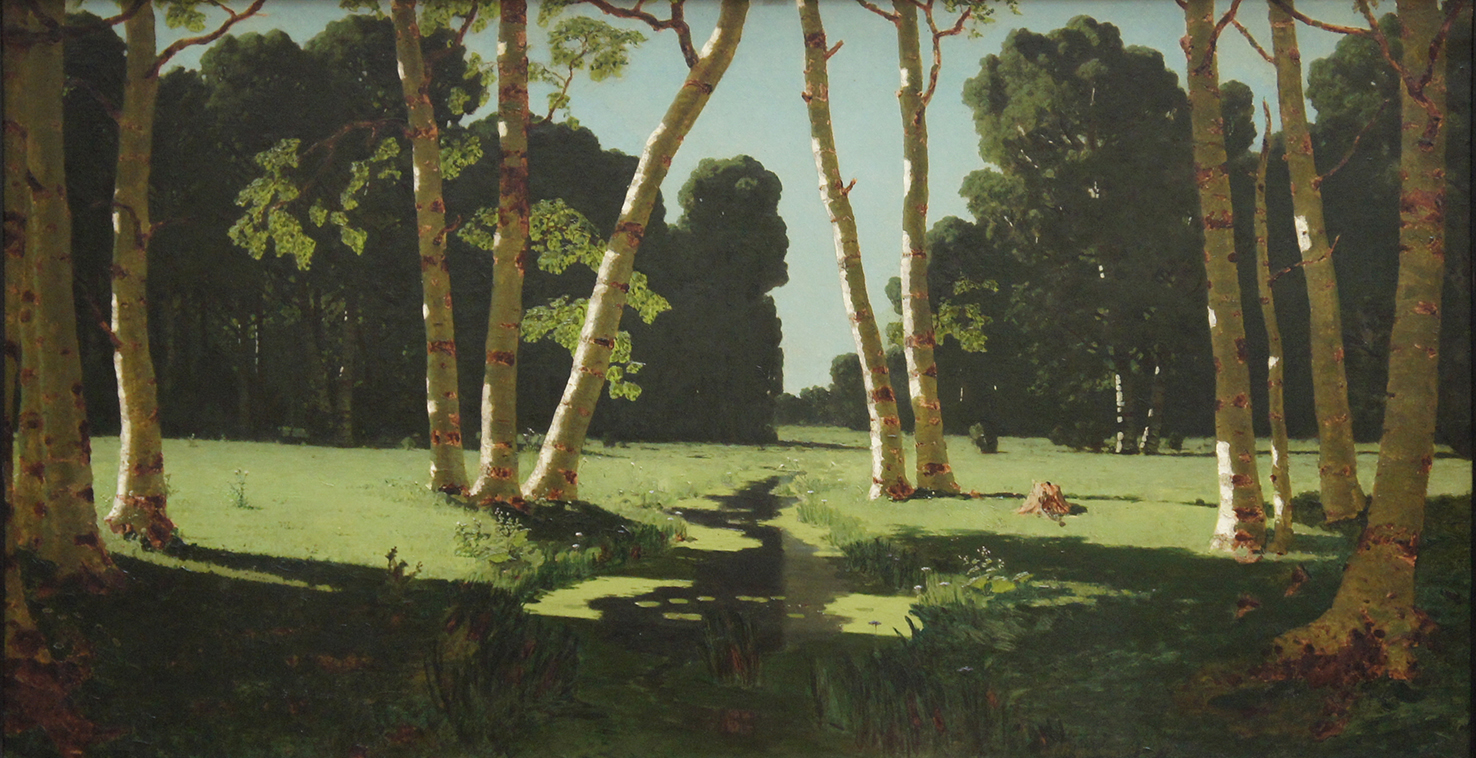
O Bosque de Bétulas (1879)
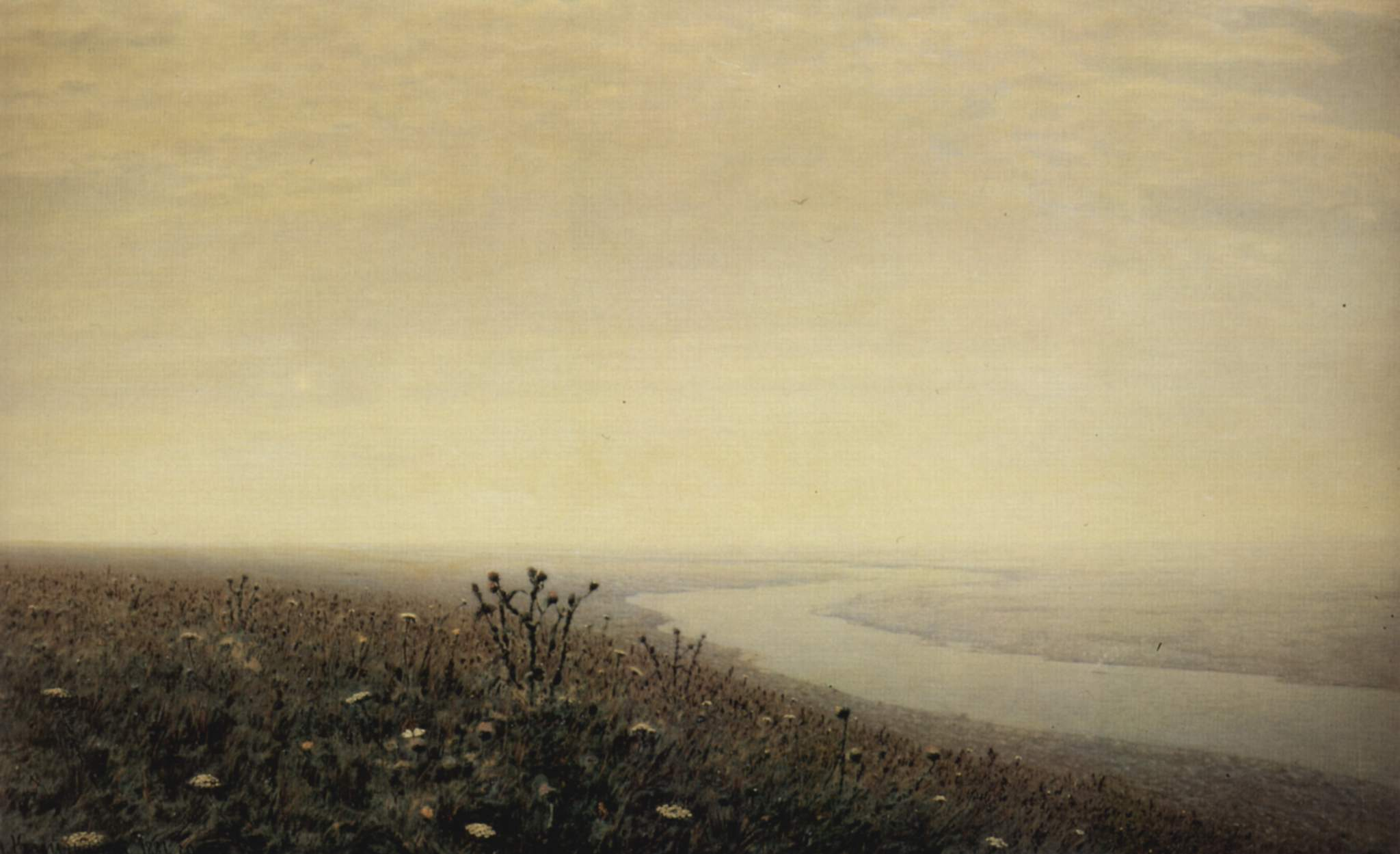
Dnieper pela manhã (1881)
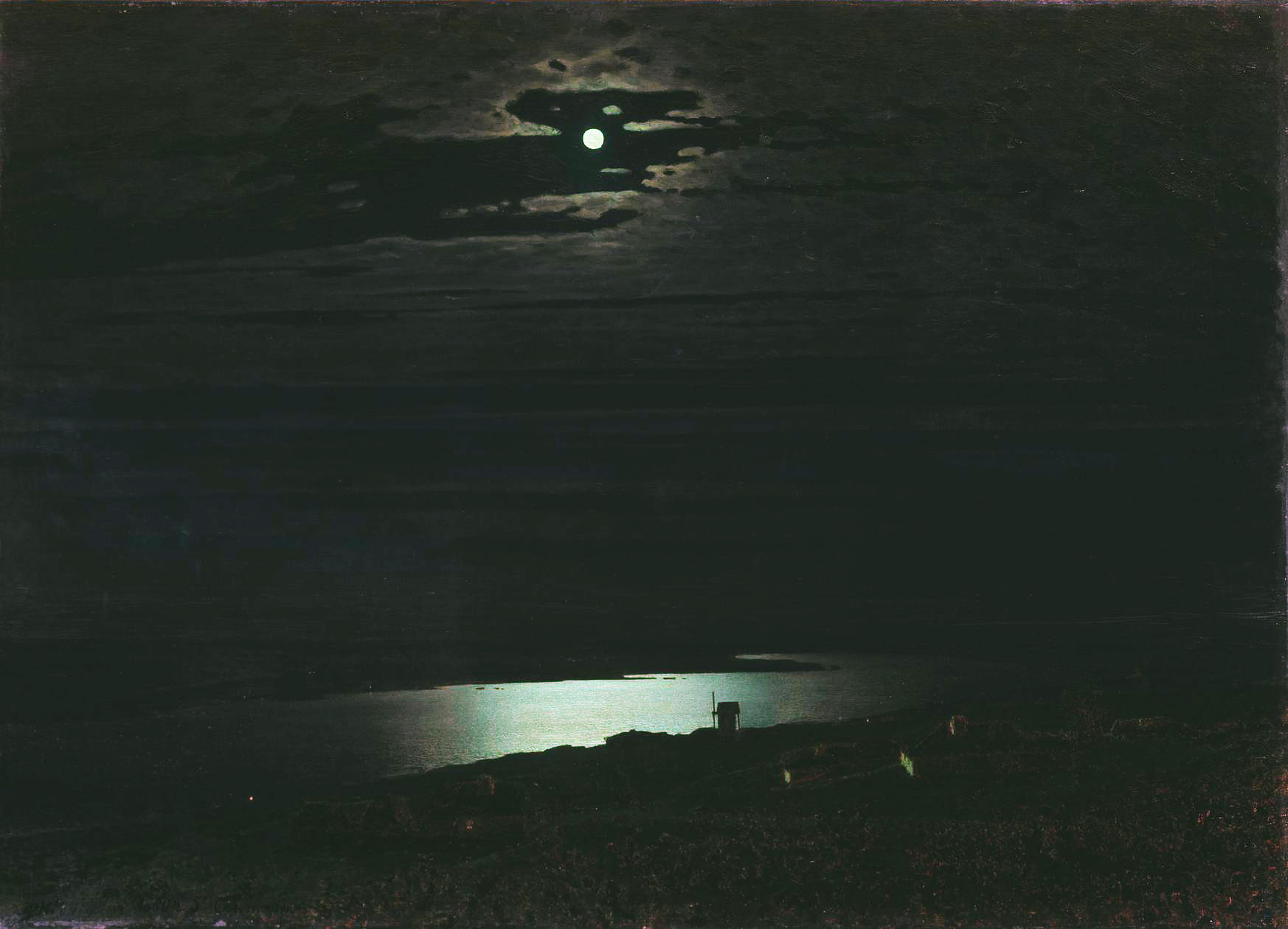
Noite de luar no Dnieper (1880)
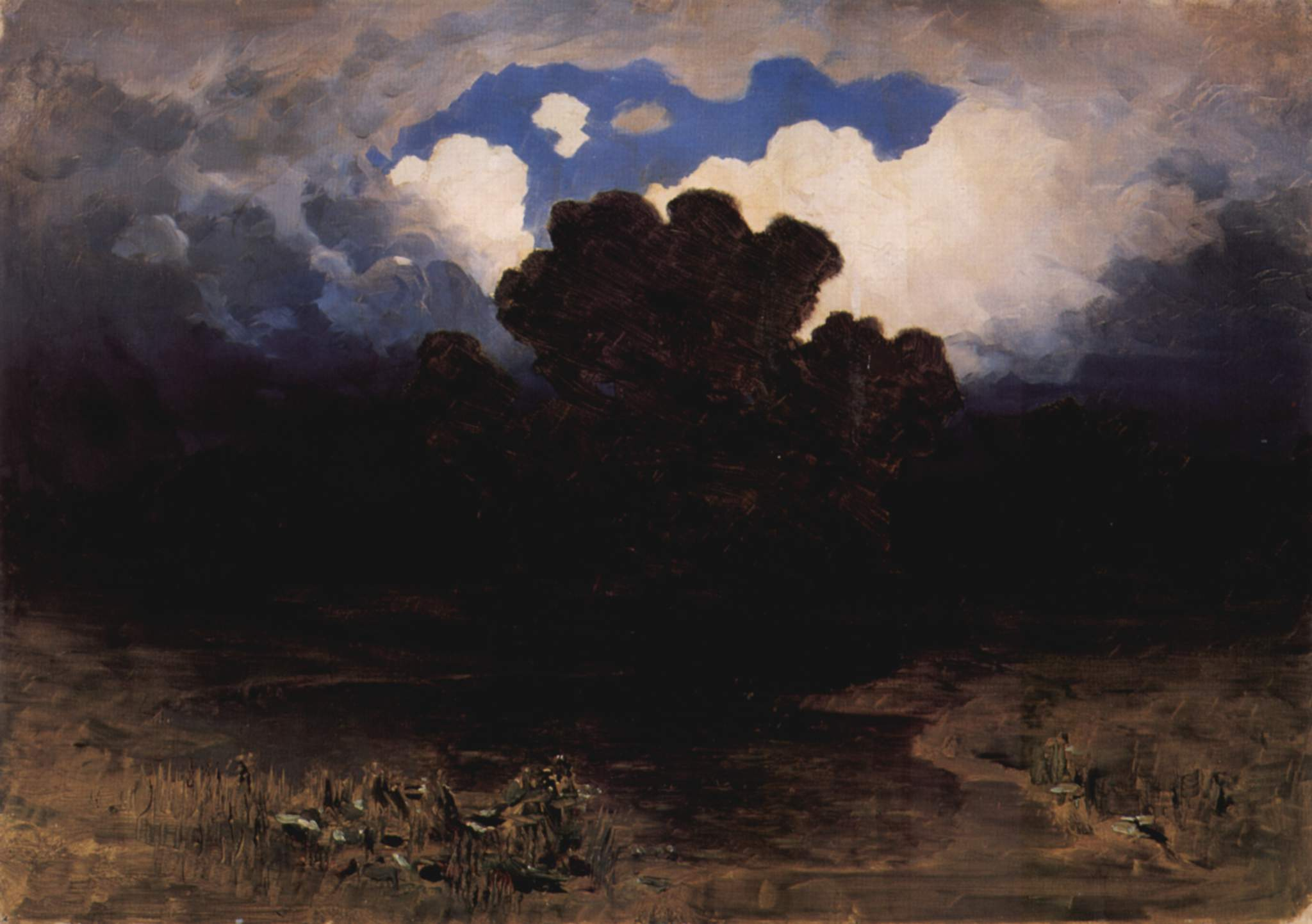
Arrebentação e Nuvens (1882)
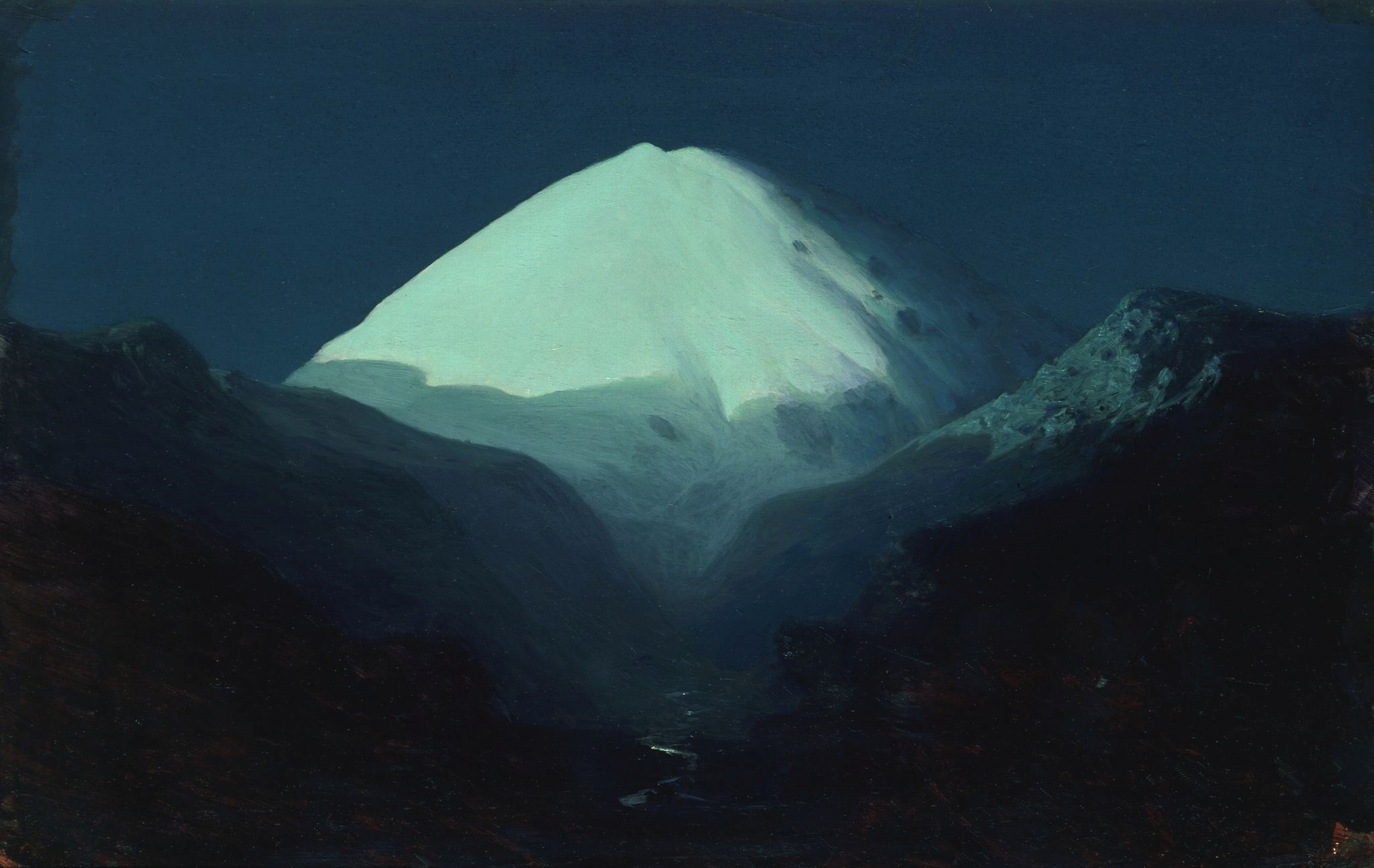
Elbrus (1890-1895)
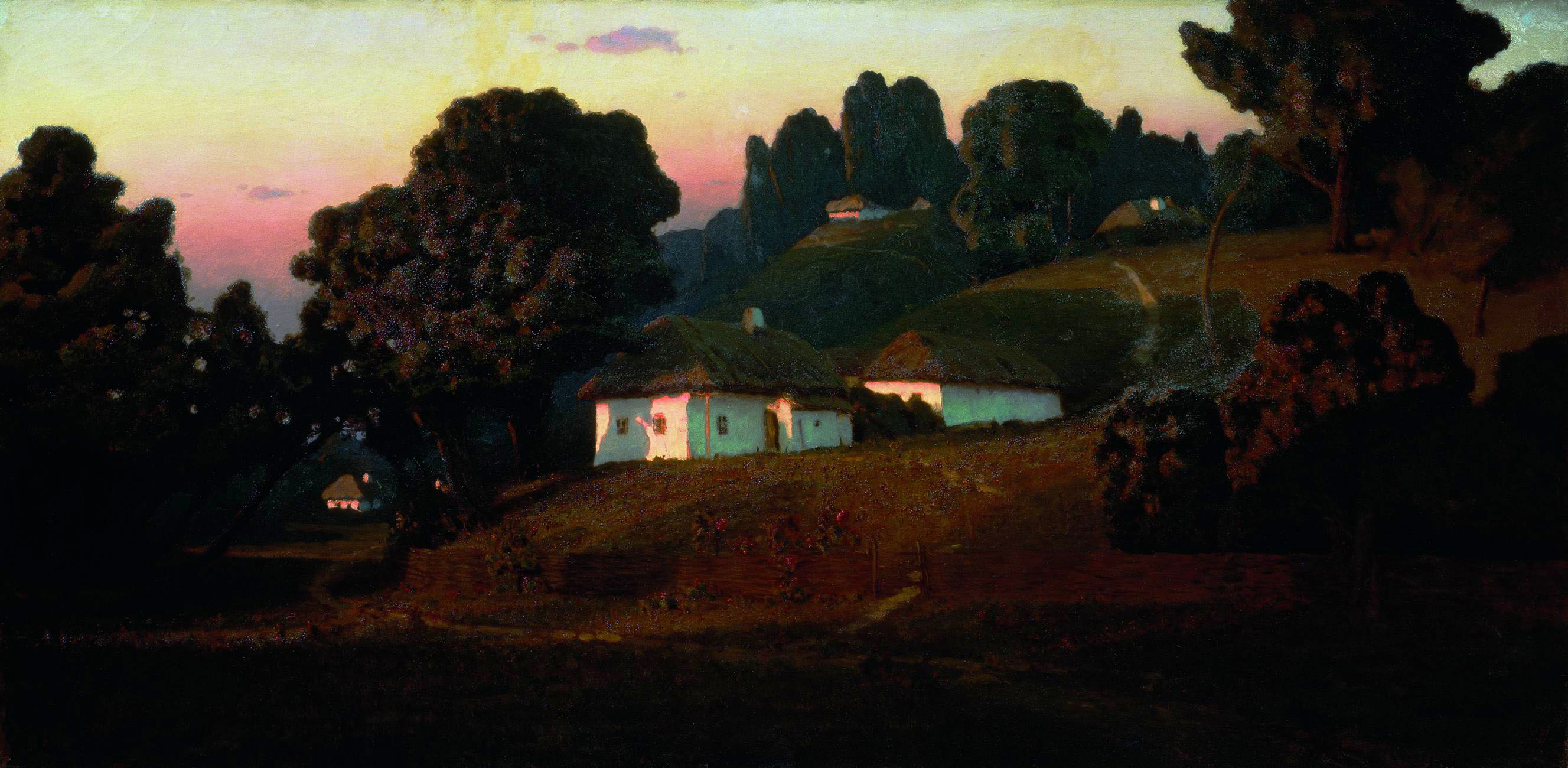
Entardecer na Ucrânia (1878–1901)
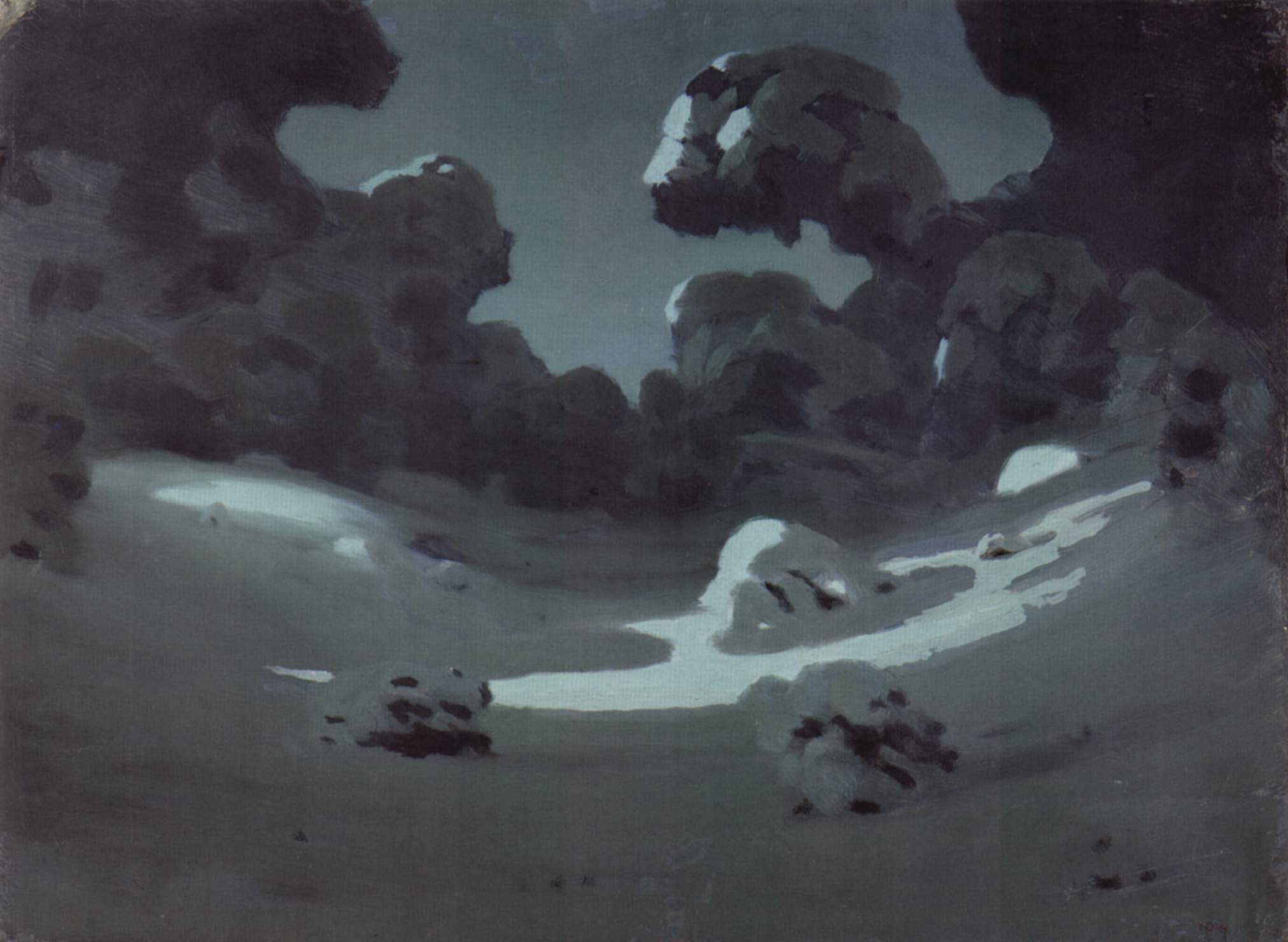
Manchas lunares na floresta, inverno (1898–1908)
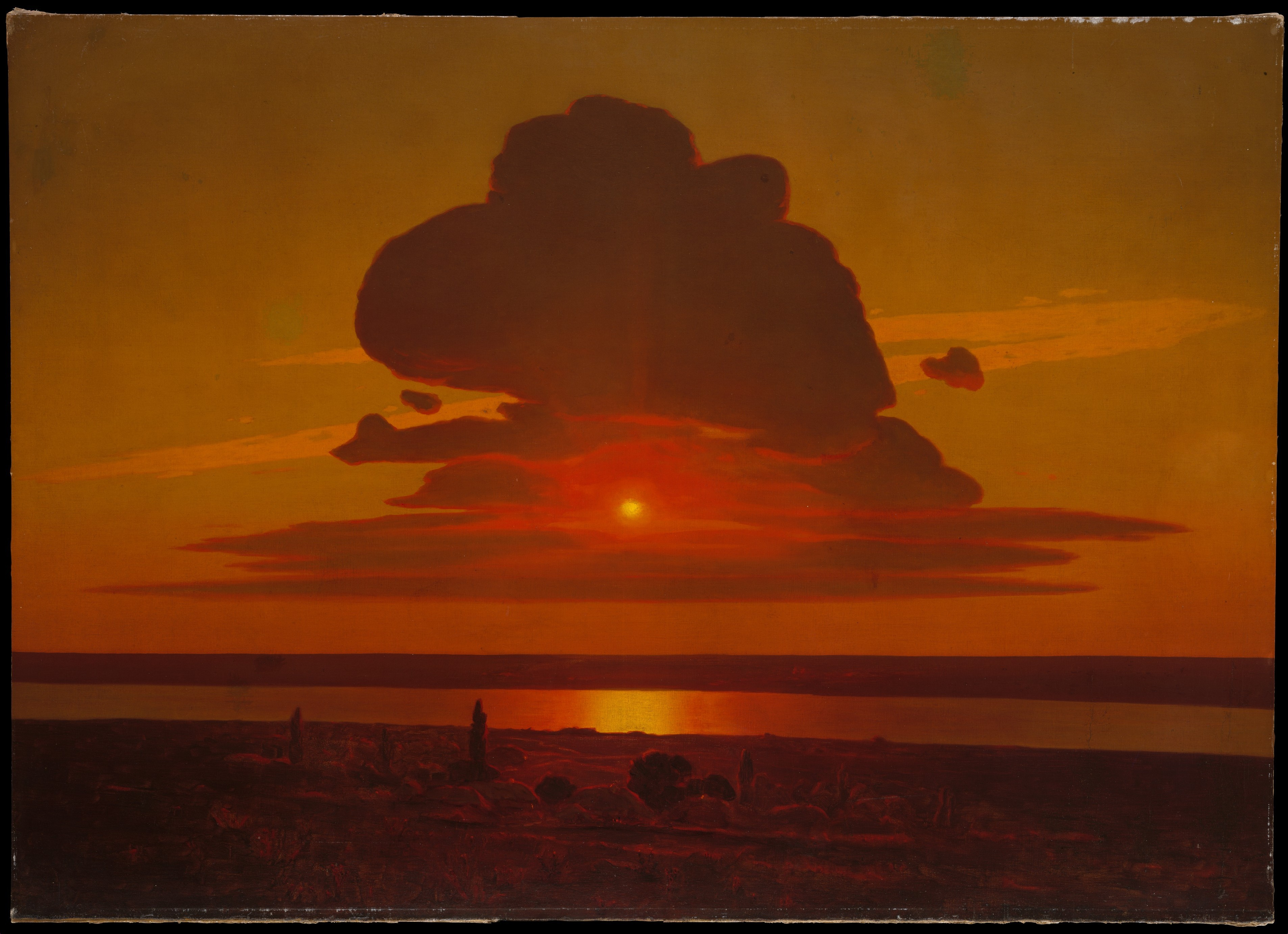
Pôr do sol vermelho no Dnieper (1905)